# テニスボーイ
『テニスボーイ』は、原作：寺島優、作画：小谷憲一による日本の漫画。『週刊少年ジャンプ』（集英社）において、1979年31号から1982年9号まで連載された。本作が寺島の漫画原作者としての連載デビュー作である。
2017年、『週刊少年ジャンプ』の創刊50周年を記念して開催された「創刊50周年記念 週刊少年ジャンプ展VOL.1 創刊〜1980年代、伝説のはじまり」にて、創刊から1980年代の作品として本作も展示された。

## あらすじ
飛鷹翔は、軽井沢の別荘族相手に賭けテニスをしているところをスカウトされ、カリフォルニア学園に入学することになる。

## 登場人物

### 主要人物
飛鷹 翔（ひだか しょう）
本作の主人公。中学1年生。軽井沢でスカウトされ、カリフォルニア学園に転入する。底抜けに明るい性格。「ライオンズ・マッチ」で伊集院と対戦するも敗れる。飛鷹翔を見ていた板東コーチの指導を受けることになる。「学内ランキング・マッチ」の混合ダブルスで岡崎涼子とペアを組んだ。
伊集院 剣（いじゅういん けん）
カリフォルニア学園中等部3年。特待生。「ライオンズ・マッチ」で飛鷹翔と対戦して以降ライバルとなる。
坂東（ばんどう）
カリフォルニア学園のテニスコーチ。「ライオンズ・マッチ」で飛鷹翔を見て強引に専任コーチとなる。

### カリフォルニア学園の生徒
岡崎 涼子（おかざき りょうこ）
カリフォルニア学園中等部2年。女子ナンバーワンの高杉梨絵に対抗心を燃やす。「学内ランキング・マッチ」で飛鷹翔とペアを組むことになる。
高杉 梨絵（たかすぎ りえ）
カリフォルニア学園中等部2年。カリフォルニア学園の中で女子の実力ナンバーワン。
黒河内 譲（くろごうち じょう）
カリフォルニア学園中等部2年。
坂巻 朗（さかまき あきら）
カリフォルニア学園中等部2年。
朝倉 茗茱（あさくら めぐ）
半年間のオーストラリア留学を経てカリフォルニア学園に戻った。
デュアン・オールマン
カリフォルニア学園アメリカ支部。カリフォルニア学園の世界大会ハワイアン・マッチで二連覇を達成している実力者。
ジョー・クレイトン
カリフォルニア学園オーストラリア代表。
ジュディー寺尾（ジュディーてらお）
カリフォルニア学園バークレ分校の生徒。日系二世。

## 用語
カリフォルニア学園
テニスプレイヤーを養成するための学校。アメリカ、イギリス、オーストラリア、カナダなど世界各地に存在し日本支部は神奈川県・湘南にある。

## 書誌情報

### 単行本
- 寺島優（原作）・小谷憲一（作画）『テニスボーイ』集英社〈ジャンプ・コミックス〉、全14巻
  1. 「カリフォルニア・ドリームの巻」1980年6月10日発売[1]
  2. 「魔女狩りの巻」1980年8月9日発売[4]
  3. 「ガラス細工のヒーローの巻」1980年10月9日発売[5]
  4. 「伊集院牙をむく!の巻」1980年12月10日発売[6]
  5. 「スーパー・ショットの巻」1981年3月10日発売[7]
  6. 「メキシコの嵐の巻」1981年6月10日発売[8]
  7. 「アメリカン・パワー・テニスの巻」1981年10月9日発売[9]
  8. 「旅立ちの巻」1982年2月10日発売[10]
  9. 「アイス・ドールの巻」1982年6月10日発売[11]、ISBN 4-08-851209-X
  10. 「でかラケ攻略法の巻」1982年8月10日発売[12]、ISBN 4-08-851210-3
  11. 「弱点なし!!の巻」1982年10月8日発売[13]、ISBN 4-08-851211-1
  12. 「6人の受験生の巻」1982年12月8日発売[14]、ISBN 4-08-851212-X
  13. 「荒けずりの天才の巻」1983年2月10日発売[15]、ISBN 4-08-851213-8
  14. 「Good byeテニスボーイの巻」1983年4月8日発売[16]、ISBN 4-08-851214-6

### JCS版
- 寺島優（原作）・小谷憲一（作画）『テニスボーイ』ホーム社〈ジャンプ・コミックスセレクション〉、全9巻
  1. 1989年10月発売、ISBN 4-8342-1221-1
  2. 1989年11月発売、ISBN 4-8342-1222-X
  3. 1989年12月発売、ISBN 4-8342-1223-8
  4. 「メキシコの嵐の巻」1990年1月発売、ISBN 4-8342-1224-6
  5. 「伊集院の怒りの巻」1990年2月発売、ISBN 4-8342-1225-4
  6. 1990年3月発売、ISBN 4-8342-1226-2
  7. 1990年4月発売、ISBN 4-8342-1227-0
  8. 「6人の受験生の巻」1990年5月発売、ISBN 4-8342-1228-9
  9. 「Good byeテニスボーイの巻」1990年6月発売、ISBN 4-8342-1229-7

### 文庫版
- 寺島優（原作）・小谷憲一（作画）『テニスボーイ』集英社〈集英社文庫〉、全9巻
  1. 2000年10月発行[17]、ISBN 4-08-617590-8
  2. 2000年10月発行[17]、ISBN 4-08-617591-6
  3. 2000年12月発行[17]、ISBN 4-08-617592-4
  4. 2000年12月発行[17]、ISBN 4-08-617593-2
  5. 2001年1月発行[17]、ISBN 4-08-617594-0
  6. 2001年1月発行[17]、ISBN 4-08-617595-9
  7. 2001年2月発行[17]、ISBN 4-08-617596-7
  8. 2001年2月発行[17]、ISBN 4-08-617597-5
  9. 2001年2月発行[17]、ISBN 4-08-617598-3